# Zableće
Zableće (szerbül: Заблеће) falu Bosznia-Hercegovinában, a Szerb Köztársaságban, Ribnik községben. 

## Fekvése
Bosznia-Hercegovina északnyugati részén, Banja Lukától légvonalban 44, közúton 62 km-re délnyugatra, községközpontjától 6 km-re északra, a Szana jobb partján fekszik. Területén áthalad a Mrkonjić Gradot Ključcsal összekötő főút.

## Népessége
| Nemzetiségi csoport | Népesség 1991 | Népesség 2013 |
| ------------------- | ------------- | ------------- |
| Szerb               | 473           | 596           |
| Bosnyák             | 0             | 0             |
| Horvát              | 1             | 0             |
| Jugoszláv           | 4             | 0             |
| Egyéb               | 3             | 0             |
| Összesen            | 481           | 596           |

## Története
A Banja Luka és Mrkonjić Grad közötti hegyvidék a középkori zemljaniki plébániához tartozott, amelyet II. Prijezda bosnyák bán 1287-ből származó oklevele említ. Zmijanje a Jajcától északra fekvő Vrbas-völgy várinak elesésével 1527-1528-ban oszmán uralom alá került. Az 1540-ig tartó első időszakban ezt a területet a Bródi kádilukhoz tartozó Vrhovina náhijéhez csatolták, majd az 1535-1540 közötti időszakban, amikor az oszmánok átkeltek a Száván, Zmijanje a Boszniai szandzsákba tartozü Kobaši kádilukhoz tartozott. A helyzet lecsendesedésével a Zmijanje náhije különvált. Először az 1541-es defterben említik a Kobaši kádiluk részeként. 1592-től a Banja Luka-i kádilukban volt. Az oszmán uralom első éveiben a Zmijanje náhije magába foglalta a Vrbas és a Szana folyók közötti teljes területet, valamint délen a Mrkonjić Grad feletti Kozare, Dimitor és Lisina hegyeket. Kicsit később a trijebovoi náhije, mely Mrkonjić Grad környékén feküdt, levált róla. Egyes adatok szerint a 16. század közepétől származó összeírásokban szereplő lakosok ortodoxok voltak. A török időkben Sitnicában, Šljivnóban, Kolimban és Krupa na Vrbasban négy faházas templom épült, amelyre a legenda szerint a zmijanjei Rajko kapott a töröktől jóváhagyást.
A falu területe 1878-ig tartozott az Oszmán Birodalomhoz, majd az Osztrák-Magyar Monarchia része lett. 1879-ben az első osztrák-magyar népszámlálás során Zablaće még két részből állt. A szerbek lakta Zablaće raja 26 házzal és 161 lakossal, a muszlimok lakta Zablaće tursko pedig 9 házzal és 53 lakossal rendelkezett. 1910-ben Zablaće hriščansko településen 45 házat és 308 ortodox szerb lakost, Zablaće tursko településen pedig 18 házat és 88 muszlim lakost számláltak. A monarchia szétesésével 1918-ben előbb a Szerb-Horvát-Szlovén Királyság, majd 1929-től a Jugoszláv Királyság része. 1921-ben Zablaće hriščansko településen 47 házat és 286 lakost, Zablaće tursko településen pedig 12 házat és 54 muszlim lakost számláltak. 1945-től a falu a szocialista Jugoszlávia része volt.
A település 1995 szeptemberéig a szerb félkatonai egységek ellenőrzése alatt állt. A boszniai háborút lezáró daytoni békeszerződés rendelkezése alapján az ország területét felosztották a Bosznia-hercegovinai Föderáció és a boszniai Szerb Köztársaság között, ennek során a település a Boszniai Szerb Köztársasághoz és Ribnik községhez került.